# Kisvárda
Kisvárda (németül: Kleinwardein) város Szabolcs-Szatmár-Bereg vármegyében, a Kisvárdai járásban – melynek központja –, két nagy tájegység határánál fekszik: keleten a Nyírség, nyugaton a Rétköz határolja. A település egykoron a Rétköz mocsarának védelmében épült. A város a vármegye harmadik legnépesebb települése Nyíregyháza és Mátészalka után.

## Földrajza és éghajlata
Nyíregyházától 47 kilométerre északkeletre, az ukrán határtól 22 kilométerre délre terül el. Északról Döge, északkeletről Fényeslitke, keletről Pap, délkeletről Anarcs, délről Ajak, nyugatról Rétközberencs, északnyugatról Kékcse határolja.
Kisvárdát földrajzilag a keleti részén homokdombos területével a Nyírség homokbuckáihoz, nyugati részén a Rétköz mély fekvésű volt mocsárvilágához, és a két rész közé észak felé kiszélesedően beékelődő, a hajdani tölgyes erdővel borított, enyhén hullámos terület kapcsolja össze Dögén és Fényeslitkén át a Tisza jelenlegi öntésterületével.
- Legmagasabb pontjai:
  - Asszonyhegy – 139 m (Kisvárda és Pap között)
  - Farkas-hegy – 133 m (Kisvárdától északra)
  - Kunyhó-hegy – 123 m
  - Ördög-hegy – 123 m (Kisvárda és Jéke között)

Kisvárda éghajlatát az alföldi és a hegyvidéki légáramlás egyaránt alakítja, mivel az Alföldön, a Zempléntől és a Kárpátoktól alig 20–50 kilométerre helyezkedik el. Éghajlata kontinentális, így területén nagy hőingadozás jellemző: a legmelegebb és leghidegebb hónap átlaghőmérséklete között a különbség a 25 °C-ot is elérheti.

### Megközelítése

#### Közút
A város területén – nagyjából észak–déli irányban – végighúzódik a 4-es főút, így ez a legfontosabb közúti megközelítési útvonala Nyíregyháza és Záhony irányából is. Belterületét azonban a főút elkerüli, azon csak alsóbbrendű utak húzódnak keresztül. A környező települések közül Ajakkal és Fényeslitkével a főúttal többé-kevésbé párhuzamosan húzódó 4145-ös út, Dögével a 3832-es, Anarccsal és Vásárosnamény térségével a 4108-as, Pappal és Nyírlövővel a 4109-es, Jékével és Tornyospálcával a 4111-es utak kötik össze. Cigánd és Sátoraljaújhely felé a 381-es főút vezet innen, a 4149-es, a 4153-as, a 4154-es és a 4155-ös utak pedig lényegében a város belső útjai.

#### Vasút
A hazai vasútvonalak közül a várost a Budapest–Záhony-vasútvonal érinti, amelynek két megállási pontja van itt: a központ déli részén, az autóbusz-állomás közelében lévő Kisvárda vasútállomás, északi szélén pedig Kisvárda-Hármasút megállóhely. Korábban vezetett vasút a városból Baktalórántháza irányában is (Kisvárda–Baktalórántháza-vasútvonal), de azt 1973-ban megszüntették. A vonalnak a kiinduló állomáson felül egy megállási pontja volt a városban, Kisvárdai szőlők megállóhely.

## Nevének eredete
Kisvárda elnevezése egészen a honfoglalás koráig nyúlik vissza, a honfoglaló magyarok az itt talált földvárról nevezték el a települést. A középkorban a települést Warda és Warada írásmóddal is említik az oklevelekben. A nevében szereplő „kis” szó a várostól 200 km-re fekvő Nagyváradtól különbözteti meg.

## Története

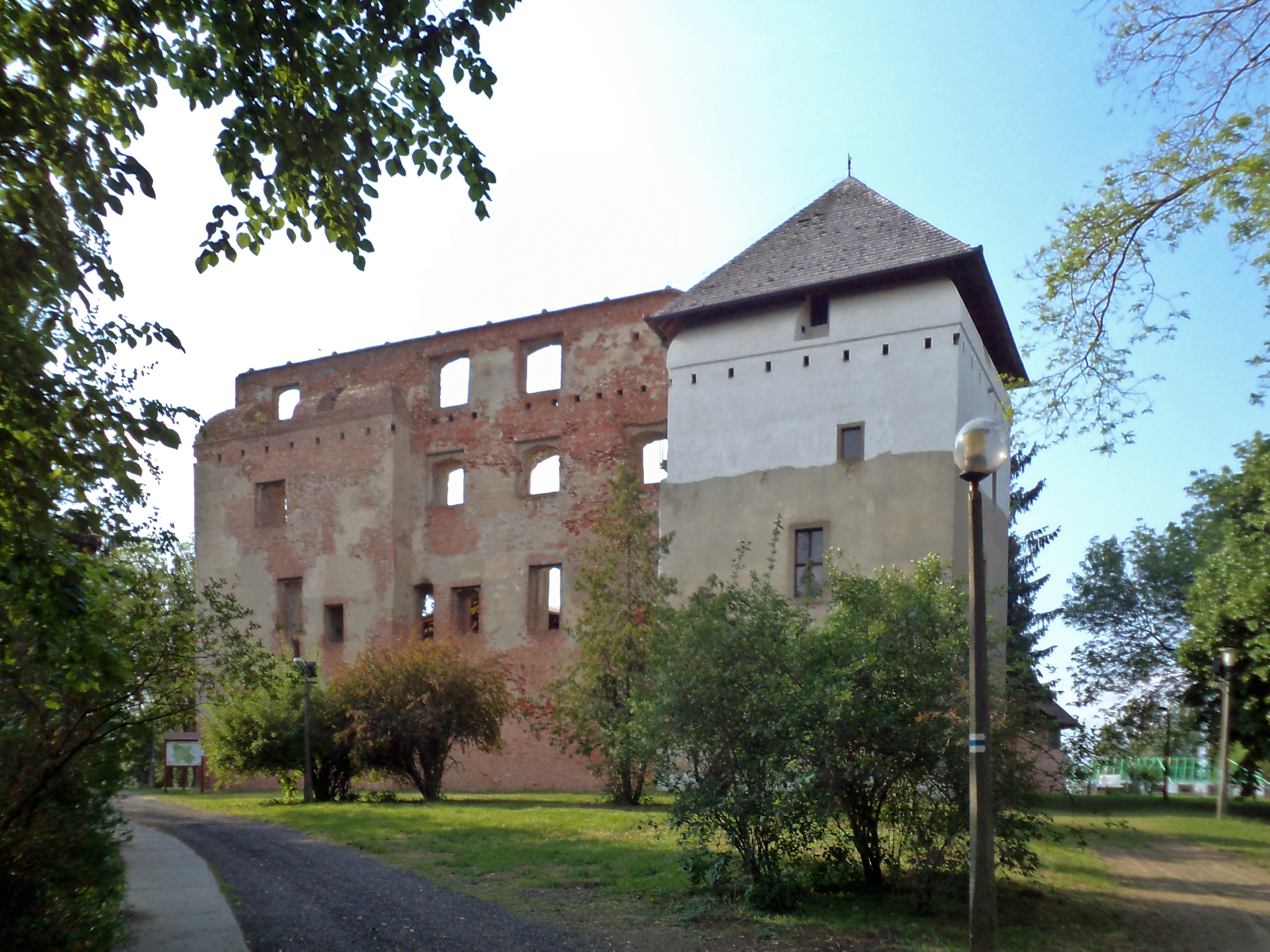
A kisvárdai vár ma színházként funkcionál

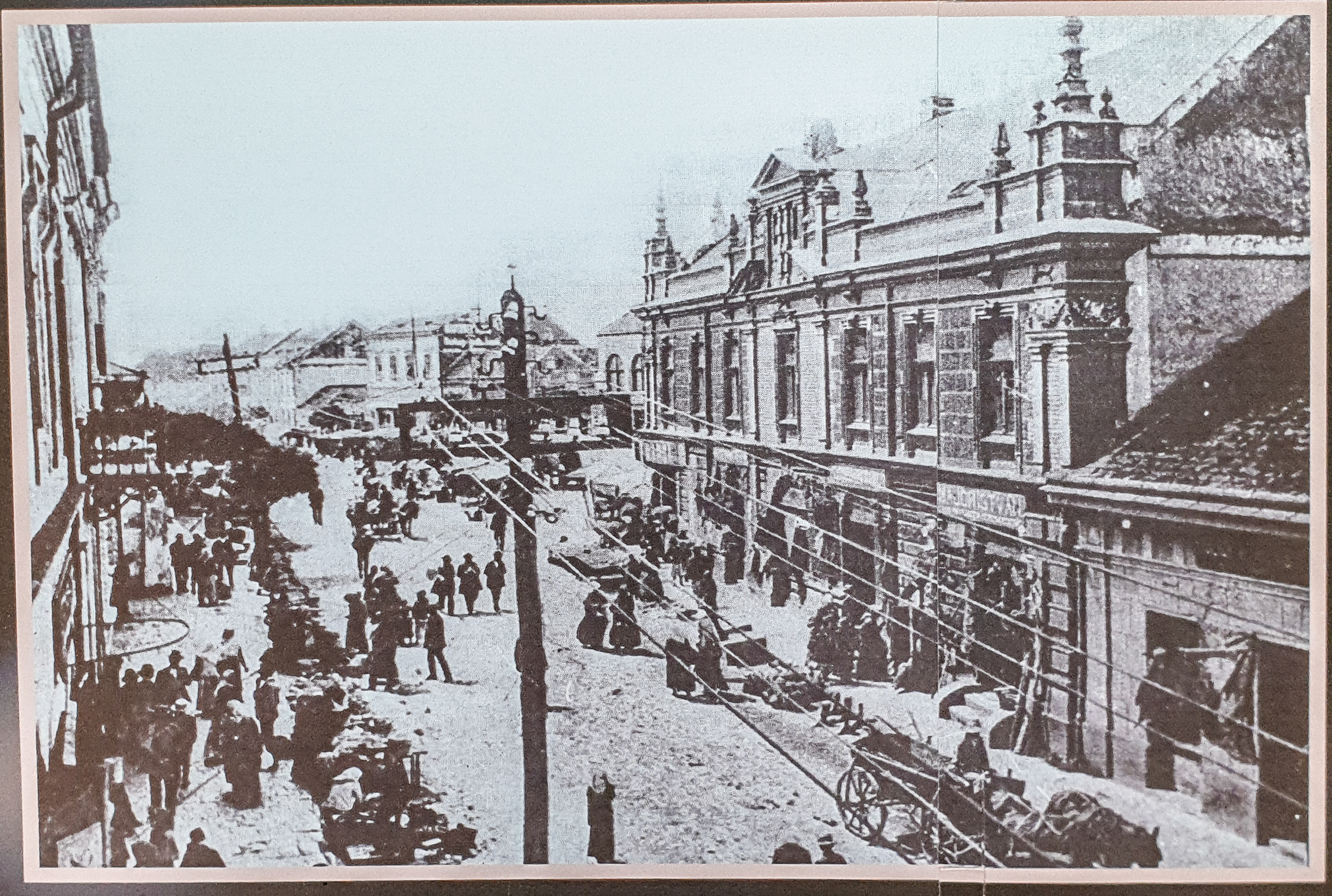
Kisvárda a 19. század végi képeslapon; a villamosítás kezdetei

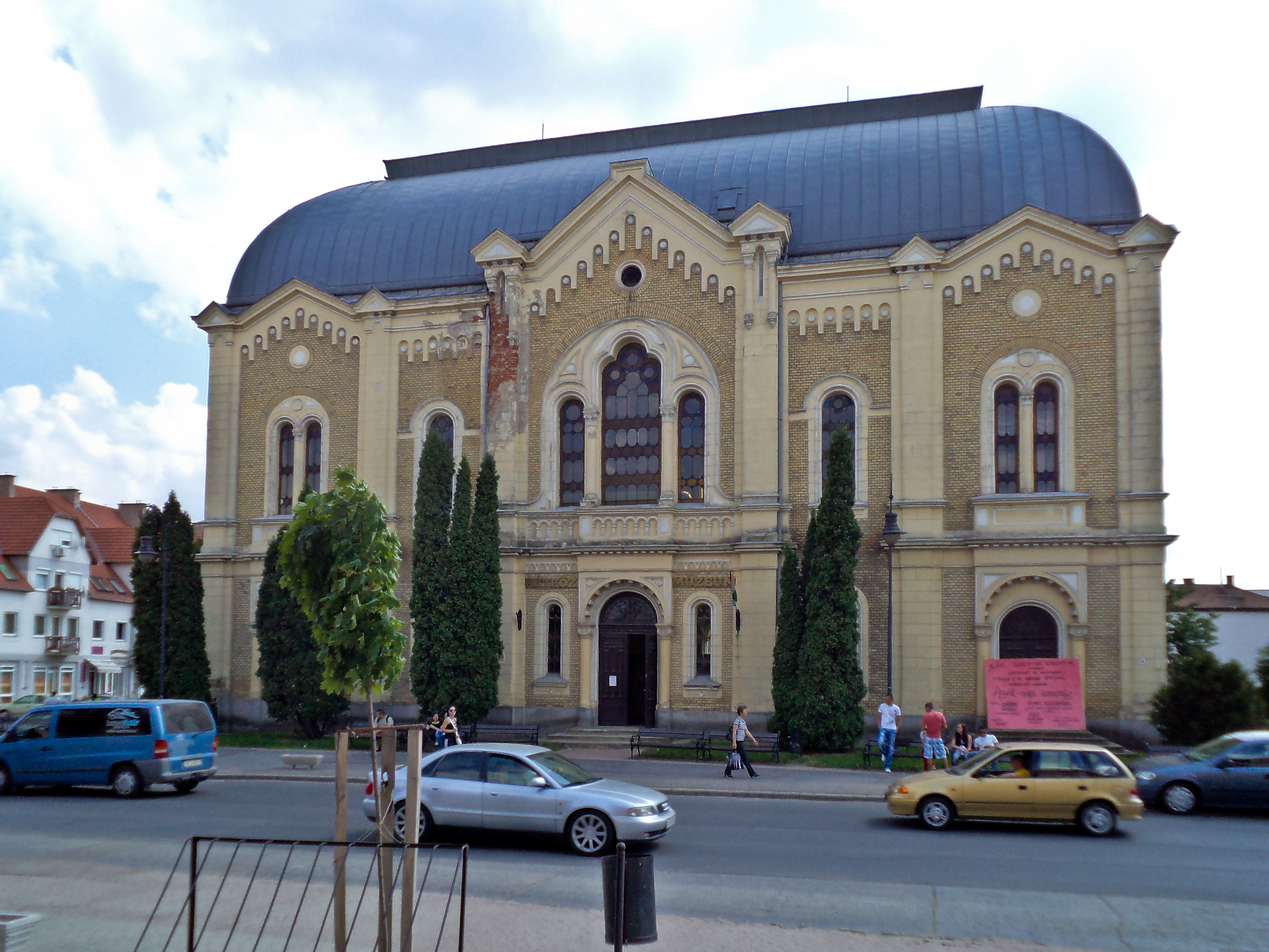
Az egykori zsinagóga ma a Rétközi Múzeumnak ad otthont

A honfoglaló magyarság 895-ben birtokba vette a települést, amely elsődlegesen a földvárra épített határvédő rendszer központja volt.
Szent István király uralkodása idején rövid ideig az újonnan létrehozott Borsova vármegye székhelye volt.
1085-ben Szent László magyar király itt állította meg, és győzte le Kutesk kun fejedelem támadását. A fényes győzelem emlékére a településen Szent Péter és Szent Pál apostolok tiszteletére templomot alapított.
A 12. században, a határvédő szerep csökkenésével, Kisvárda a Gutkeled nemzetség tulajdonába került, amelynek egyik ágának névadójává vált. Már ebben az időben is jelentős volt a település gazdasági szerepe, mivel rendszeresen tartottak heti vásárokat.
A város tulajdonosa, a Várday család jelentős szerepet játszott Kisvárda felvirágoztatásában. Nemcsak a kisvárdai vásárra igyekvők számára nyertek királyi védelmet, hanem országos vásárjogot is szereztek, s 1421-ben városi joggal ruházták fel településüket.
1468-ban Várday István kalocsai érsek, bíboros, Mátyás király fő és titkos kancellárja jelentősen bővítette a település önállóságát. Ennek is köszönhető, hogy a 15. század végén több mint ezren éltek a városban.
Az itt élők védelmét szolgálta a 15. században megindult várépítés, mely vár romja ma a város kulturális életének központja. 1415-ben Várday Pelbárt kapott kővárépítési engedélyt Kisvárdára, ahol a század közepén kezdődtek meg a ma is álló kőfalak építési munkálatai. A 16–17. század háborús évszázadai, az Európában lejátszódó gazdasági átalakulás hátrányosan hatottak a Magyar Királyság gazdasági fejlődésére. Ebben a korszakban a több ostromot is szerencsésen átvészelő kővár védelmében Kisvárda volt Szabolcs vármegye központja. A település gazdasági jelentőségét mutatja, hogy 1591-ben megalakult a város első céhe, a csizmadiacéh.
1703 júliusában Rákóczi tiszántúli hadjárata során Kisvárdához érkezett, hadserege elől a vármegye nemességének egy része a kisvárdai várba zárkózott. Rákóczi felszólította őket a csatlakozásra, amikor ezt elutasították, megkezdte az ostrom előkészületeit. Ehhez megfelelő felszerelése nem volt, így amikor a nemesség megüzente, hogy szándékai nem ellenségesek, céljuk az események alakulásának kivárása, a kuruc sereg továbbvonult. A nemesség nem sokkal később Rákóczi pártjára állt.
Két évszázados pangást követően a polgárosodás hozott új lendületet Kisvárda életében. A fejlődés dinamizmusára jellemző, hogy a település lélekszáma egy évszázad leforgása alatt megötszöröződött. Bankok, ipari és kereskedelmi vállalkozások jelentek meg, fellendült a kereskedelmi élet. E fejlődésnek köszönhető, hogy Kisvárda urbanizációs szintje ma is négyszerese a megyei átlagnak, és az iparban foglalkoztatottak aránya is kétszer akkora, mint a dinamikusan fejlődő megyeszékhelyen, Nyíregyházán.
A gazdasági fejlődés ilyetén mértékéhez nagyban hozzájárult a betelepedő zsidó lakosság, amely a népesség negyedét tette ki. A második világháború során a kisvárdai gettóból mintegy 4000 zsidót indítottak útnak Hitler koncentrációs táboraiba, zömmel Auschwitzba. A háború után a kommunista hatalomátvétel igyekezett elpusztítani az itt kialakult polgári értékeket.
Az újabb fellendülésre a 20. század hatvanas éveiben került sor, aminek eredményeképpen Kisvárda 1970-ben ismét városi rangra emelkedett. A gazdasági fejlődés sem maradt el, számos üzem telepedett itt meg. Ekkor épült a Gyár utcai és a Tompos úti lakótelep. Napjainkra a város gazdasági szerepe mellett a kulturális élete is kimagasló, 1989 óta Európa egyik legrangosabb színházi találkozójának, a Határon Túli Magyar Színházak Fesztiváljának ad otthont.

## A város címere
A címer doborpajzs alakú, alulról ívelt ék alakban hasítva három részre osztott. A nagy pajzs bal oldala vörössel és ezüsttel hétszer vágott, jobb oldalán zöld mezőben felül elhelyezkedő aranyszínű nap, alatta ezüstszínű felfelé mutató kétélű kard. A nagypajzs talpán kék mezőben aranyszínű kétágú mérleg. A boglárpajzs színe ezüst, középen a kisvárdai vár stilizált arany képe. A pajzs körül zöld színű, jobbra tekintő, farkával a nyakára csavarodó, lábaival a pajzs bal oldalára kapaszkodó szárnyas sárkány. A sárkány motívum a város felemelkedéséért felelős Várday család címeréből származik, melynek több tagja is volt a Sárkány Lovagrend soraiban.

## Közélete

### Polgármesterei
- 1990–1994: Dr. Oláh Albert (nem ismert)[3]
- 1994–1998: Dr. Oláh Albert (SZDSZ)[4]
- 1998–2001: Dr. Oláh Albert (független)[5]
- 2001–2002: Dr. Oláh Albert (független)[6][7]
- 2002–2006: Dr. Oláh Albert (független)[8]
- 2006–2010: Dr. Oláh Albert (független)[9]
- 2010–2014: Leleszi Tibor (Fidesz)[10]
- 2014–2019: Leleszi Tibor (Fidesz-KDNP)[11]
- 2019–2024: Leleszi Tibor (Fidesz-KDNP)[12]
- 2024– : Leleszi Tibor (Fidesz-KDNP)[1]

A településen 2001. július 1-jén időközi polgármester-választást tartottak, egyelőre nem tisztázott okból. (A Nemzeti Választási Iroda publikus nyilvántartása szerint a polgármester halála miatt, de ez nyilvánvalóan téves.)

## Népesség
| Lakosok száma | 16 888 | 16 706 | 16 084 | 15 432 | 15 095 | 14 990 | 14 888 |
|               | 2013   | 2014   | 2018   | 2021   | 2022   | 2023   | 2024   |

2001-ben a város lakosságának 99%-a magyar, 1%-a cigány nemzetiségűnek vallotta magát.
A 2011-es népszámlálás során a lakosok 90,5%-a magyarnak, 3% cigánynak, 0,5% ukránnak, 0,3% ruszinnak, 0,2% németnek mondta magát (9,3% nem nyilatkozott; a kettős identitások miatt a végösszeg nagyobb lehet 100%-nál). A vallási megoszlás a következő volt: római katolikus 27,6%, református 35,9%, görögkatolikus 11,6%, evangélikus 0,2%, felekezeten kívüli 6% (17,4% nem válaszolt).
2022-ben a lakosság 90,4%-a vallotta magát magyarnak, 1,5% cigánynak, 1,4% ukránnak, 0,8% ruszinnak, 0,3% németnek, 0,1-0,1% románnak és szlováknak, 3,1% egyéb, nem hazai nemzetiségűnek (9,2% nem nyilatkozott; a kettős identitások miatt a végösszeg nagyobb lehet 100%-nál). Vallásuk szerint 19,7% volt római katolikus, 31,5% református, 10,8% görög katolikus, 0,7% egyéb keresztény, 0,3% evangélikus, 0,1% ortodox keresztény, 4% felekezeten kívüli (32,4% nem válaszolt).

## Nevezetességei
- Görögkatolikus temploma – 1877-ben épült csúcsíves, gótikus ablakokkal, ajtó fölötti barokk díszítéssel.
- Kisvárdai vár (ma színház)
- Református temploma – 1871-ben épült.
- Rétközi Múzeum – Az egykori zsinagóga épületében kapott helyet, amely 1900-ban épült.
- Római katolikus templom – A templom helyén egykor Szent László idejéből való templom állt, melynek egy részét később Bocskai István csapatai rombolták le, s amelyet aztán Várday Kata építtett újjá, de az 1670-es tűzvész során jórészt elpusztult, csak a szentély maradt meg. Kőtornya 1786-ban épült, hátsó részén gótikus támasztó pillérekkel és csúcsíves ablakokkal, első része és belseje ugyancsak barokk stílusú.
- Kisvárdai Várfürdő
- Szent László-szobor

## Rendezvények
- Magyar Színházak Kisvárdai Fesztiválja
- 2015 óta minden nyáron itt rendezik a térség legnagyobb zenei fesztiválját, a L.E.S.Z. Fesztet.[18]

## Egészségügyi és szociális intézmények
- Szent Damján Görögkatolikus Kórház
- Idősek Otthona

## Oktatási intézmények
- Óvodák

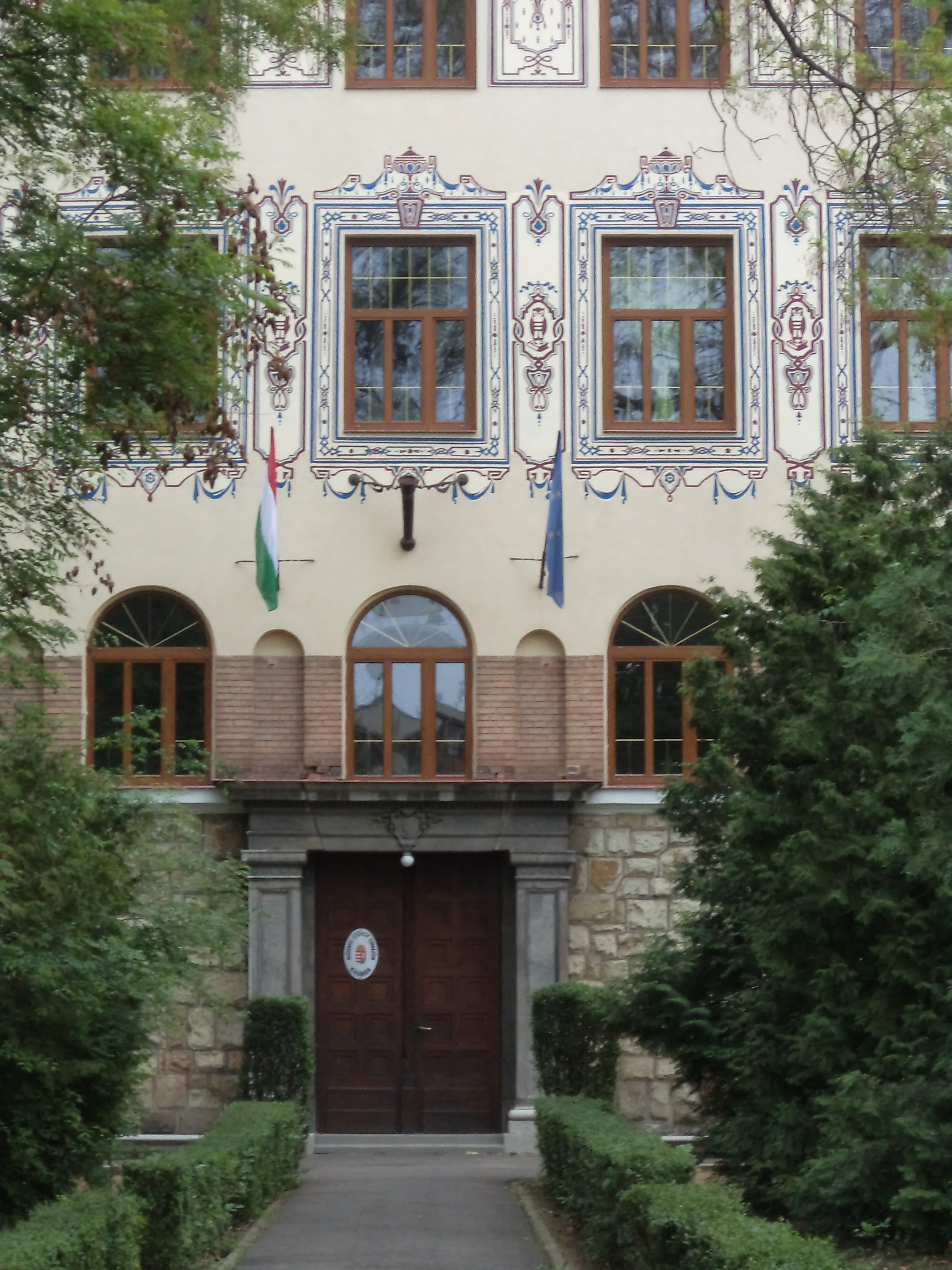
A Kisvárdai Bessenyei György Gimnázium és Kollégium főbejárata

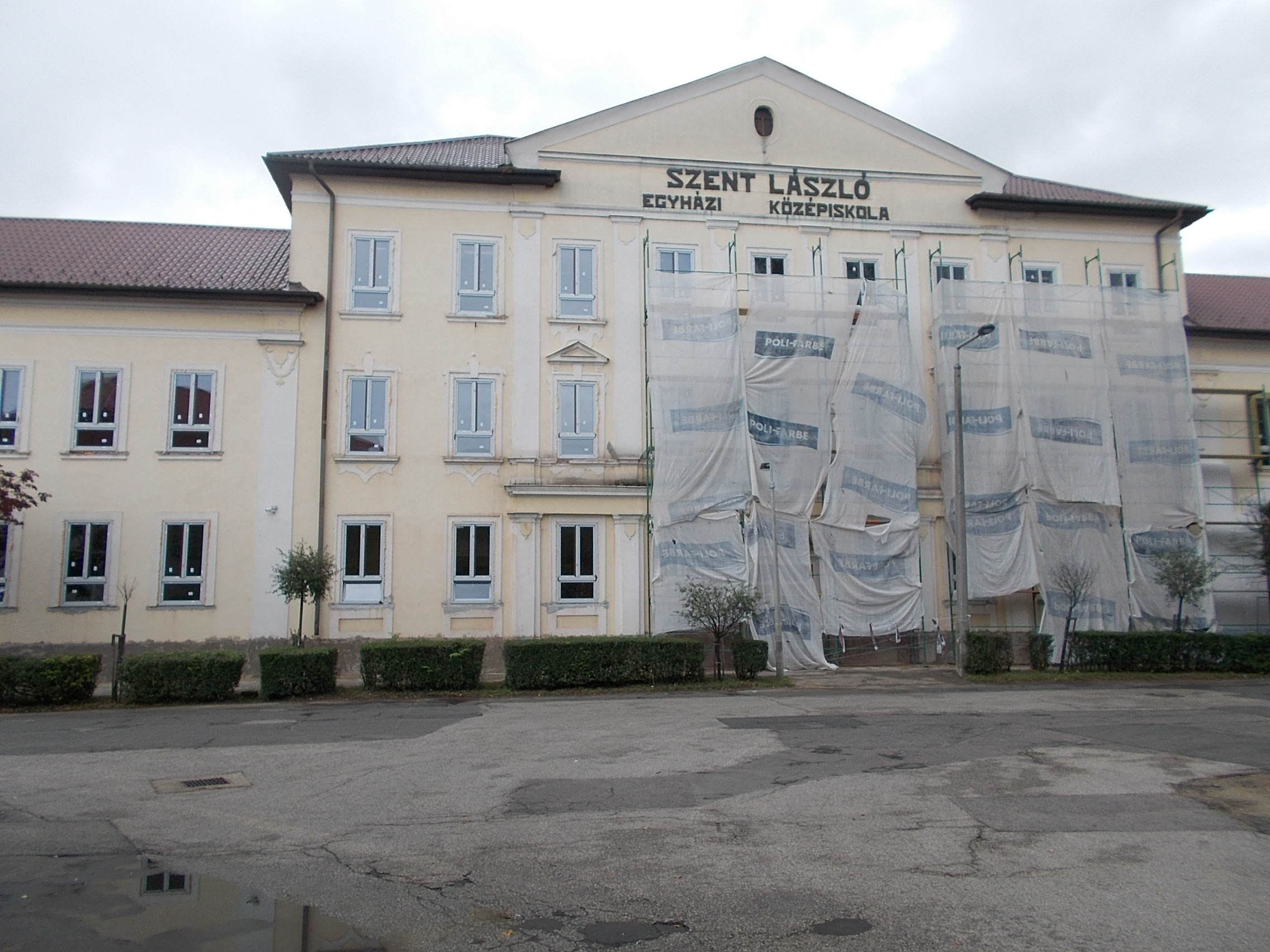
Szent László Katolikus Gimnázium, Szakgimnázium, Általános Iskola, Kollégium és Óvoda

  - Csillag-Közi Központi Társulási Óvoda
  - Császy Úti Tagóvoda
  - Móricz Zsigmond Úti Tagóvoda
  - Nyitnikék Tagóvoda
  - Tompos Lakótelepi Tagóvoda
  - Tordai Úti Tagóvoda
  - Jéke, Tagóvoda
  - Angyalkert Görögkatolikus Óvoda
- Általános iskolák
  - Somogyi Rezső Általános Iskola
  - Teichmann Vilmos Általános Iskola
  - Vári Emil Társulási Általános Iskola
  - Szent György Görögkatolikus Általános Iskola Ökoiskola
- Középiskolák
  - Kisvárdai Bessenyei György Gimnázium és Kollégium
  - II. Rákóczi Ferenc Technikum és Szakképző Iskola
- Komplex intézmények
  - Szent László Katolikus Gimnázium, Technikum, Két Tanítási Nyelvű Általános Iskola, Kollégium és Óvoda
  - Várday Kata Református Általános Iskola, Gimnázium és Kollégium
- Felsőoktatás
  - Kisvárda Közösségi Felsőoktatási Képzési Központ
- Egyéb
  - Weiner Leó Alapfokú Zene- és Művészeti Iskola

## Közművelődési intézmények

Várszínház és Művészetek Háza

- Várszínház és Művészetek Háza
- Várday István Városi Könyvtár
- Rétközi Múzeum

## Templomai

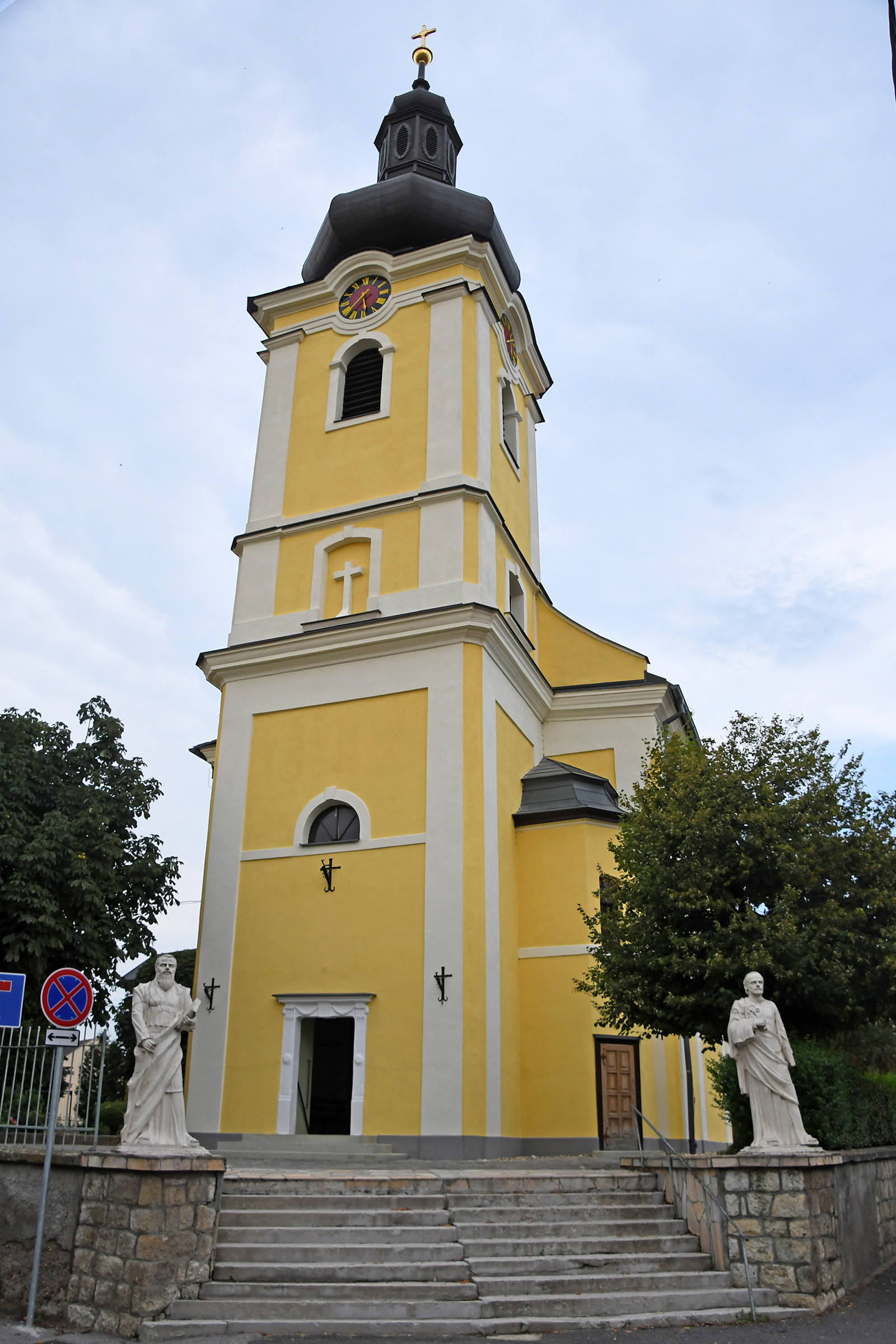
A római katolikus templom

### Református templom
A helyi reformátusok 1782-ben kaptak engedélyt templom építésére, amely 1803-ra el is készült. 1833-ban tették le a mai harangtorony alapkövét, és még abban az esztendőben fel is építették. Orgonáját Steinreich Lipót készítette 1882-ben, 633 kg-os harangját 1923-ban öntötték. A templom eklektikus stílusú.

### Római katolikus templom
A mai templom helyén egykor Szent László idejéből való templom állt, melyet a király – a fennmaradt hagyományok egyik változata szerint – Bökönynél a tatárokon, egy másik változat szerint pedig Geszterédnél a besenyőkön aratott győzelem emlékére emeltetett. E templom az akkori, a király főhadiszállásául szolgáló várhoz legközelebb eső dombon épült, kőfallal volt megerősítve és cinteremmel körülvéve, a templom szentélye alatt pedig sírboltokat építettek. E templom egy részét később  Bocskai István csapatai rombolták le. A lerombolt részt aztán Várday Kata építtette újjá, ez azonban az 1670-es tűzvészben jórészt elpusztult, csak a szentélye maradt fenn. A templomnak azonban még 1779-ben is csak fatornya volt. Melith Péter alispán és neje, Kapy Anna elhalálozása után, 1668-ban a katolikus egyházat megerősítették a Kisvárday Lászlótól kapott adományában. A templom kőtornya 1786-ban épült, hátsó részén gótikus támasztó pillérekkel és csúcsíves ablakokkal, első része és belseje barokk stílusban épült.

### Görögkatolikus templom
1877-ben épült. Ablakai csúcsíves, gótikus stílusúak, az ajtó fölötti barokk díszítéssel.

### Evangélikus templom
A templom alapkövét 1931. július 19-én tették le.

### Galilea Háztemplom

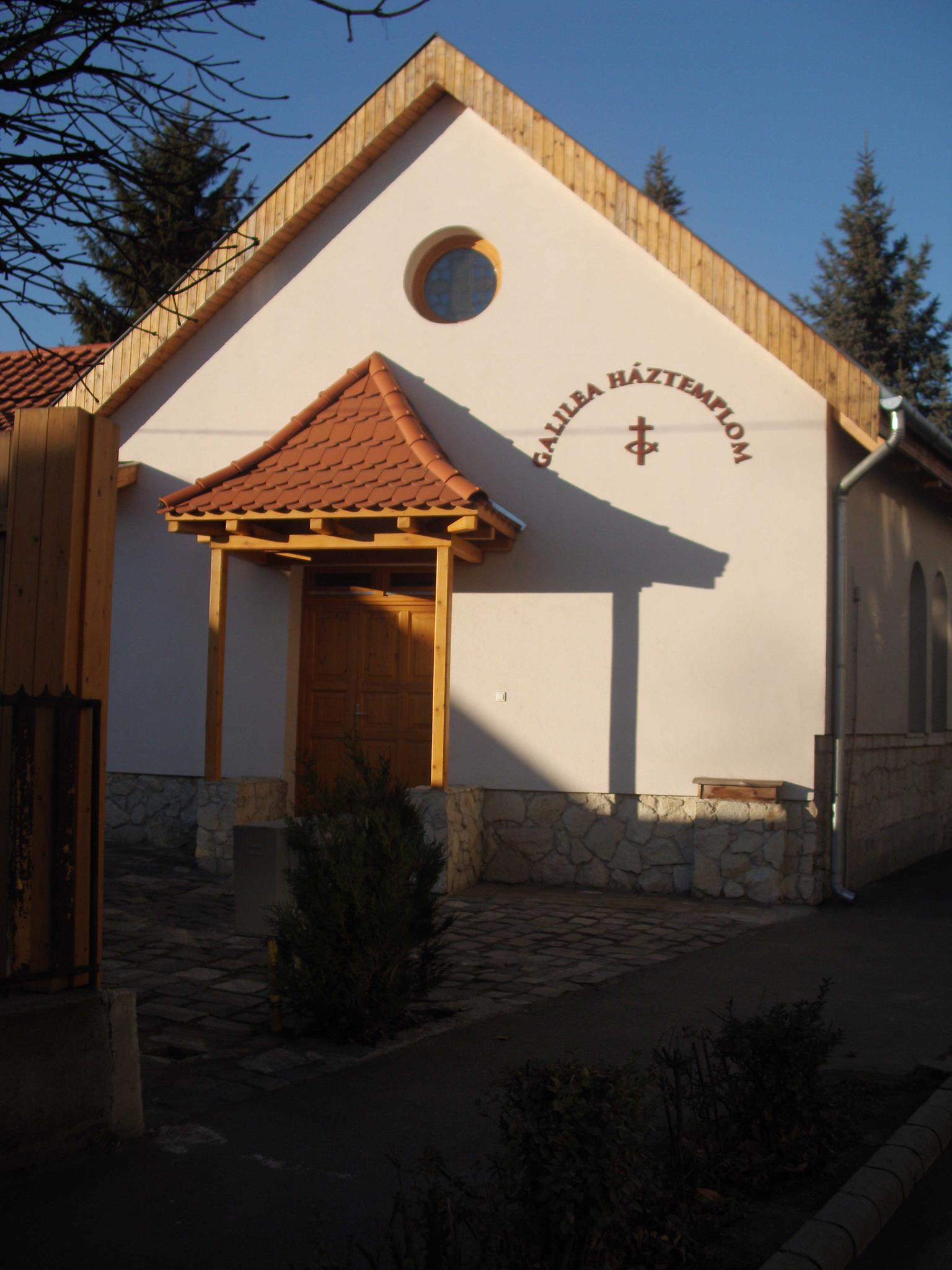
MET Egyház Galilea Háztemplom

A Magyarországi Evangéliumi Testvérközösség temploma.
Az evangélikus egyház, így a gyülekezet is a Wesley János nevéhez köthető metodista mozgalom hitelveit, gyakorlatát követi. Az igehirdetés, élet középpontjában a szent életre való törekvés áll és az, hogy ezt megmutassák a szegények, nélkülözők felé való szolgálatukban is. Jelenlegi épületüket (Várday István utca 7.) az 1980-as években vásárolta meg az egyház. 

## Gazdaság
- szeszgyártás
- elektronikai ipar
- fékbetétek gyártása

## Kereskedelme

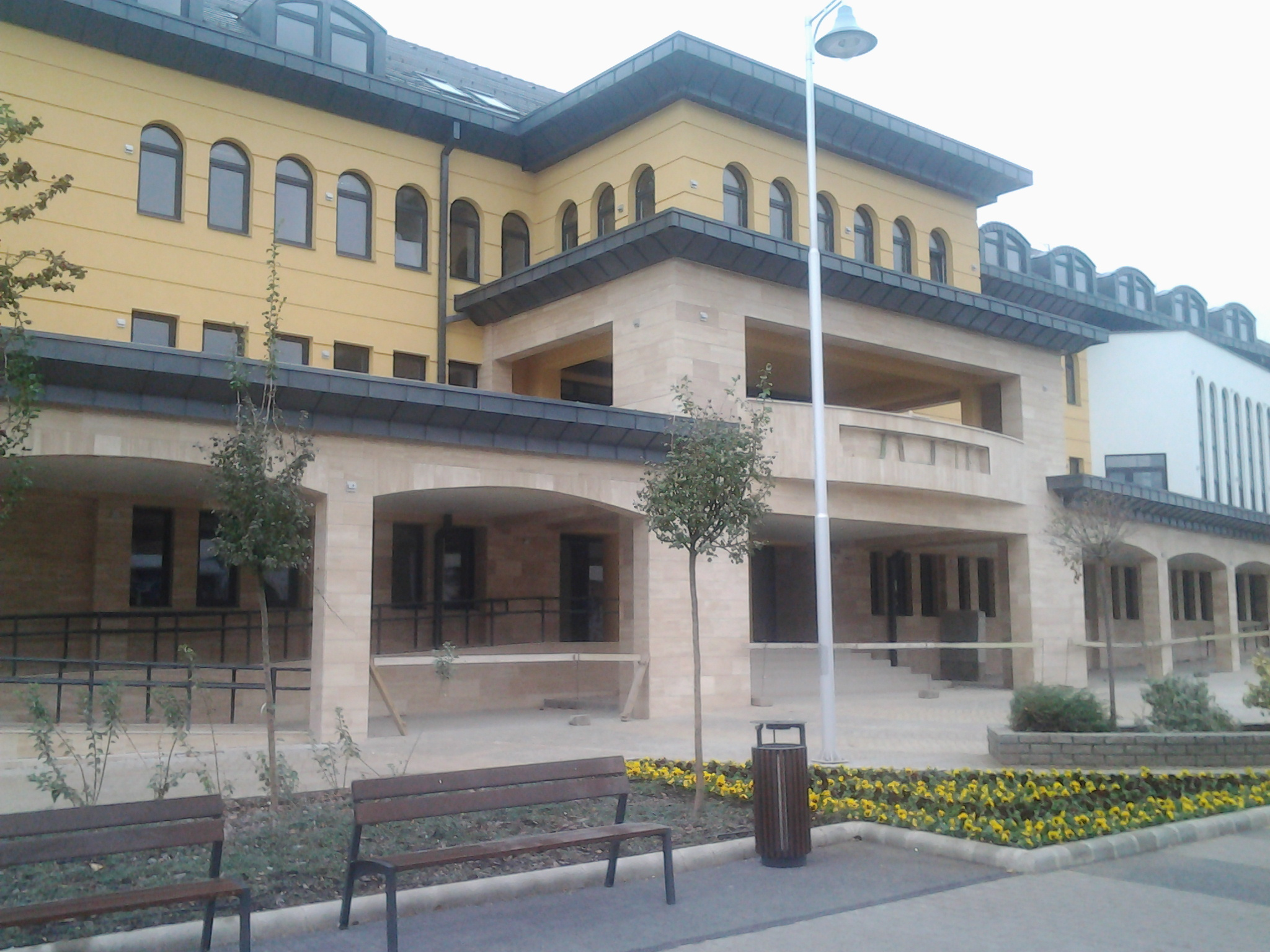
Az épülő új polgármesteri hivatal 2013-ban

- Aldi diszkontáruház
- Lidl diszkontáruház
- Penny Market diszkontáruház
- Tesco hipermarket

## Sport
A Kisvárda FC labdarúgócsapat a 2017-18-as idényben az MTK mögött feljutott második helyen az első osztályba. Ezt követően folyamatosan az élvonalban szerepelt a csapat. Eddigi legnagyobb sikerét a 2021-22-es idényben érte el, mely során a tabella második helyén végzett, ezzel jogot szerzett az UEFA Európa Konferencia Liga 2021-22-es kiírásának selejtezősorozatában való indulásra.

A csapat a mérkőzéseit a 2850 férőhelyes Várkerti Stadionban játssza.
A Kisvárda KC női kézilabdacsapata a 2017/18 as szezonban az első osztályban szerepelt

Az európai uniós pályázatból átalakított sétálóutca, 2013

## Kisvárdához kötődő híres személyek
- Béres József, a Béres Csepp feltalálója
- Cipő énekes, zenész
- Bodnár István költő, újságíró
- ByeAlex, énekes, Magyarország indulója a 2013-as Eurovíziós Dalfesztiválon
- Császy László, a kisvárdai gimnázium tanára, református presbiter, a Tanácsköztársaság vértanúja
- Dajka László, válogatott labdarúgó
- Díner Tamás, fotóművész
- Dion Marianna színésznő, énekesnő
- Dolhai Attila színész, énekes
- Dombrádi Horváth Géza költő, író, festőművész itt született 1953-ban
- Frigyesi József orvos, szülész-nőgyógyász, egyetemi tanár, az orvostudományok doktora
- Halasi Béla közgazdász
- Halasy Gyula agyaggalamblövő olimpiai és világbajnok
- Jánvári Gábor profi labdarúgó Kaposvári Rákóczi FC játékosa
- Járóka Sándor, id. prímás, zenekarvezető, a Népművészet Mestere
- Juhász Gabriella NB I-es kézilabdázó
- Kaszner Irén bábszínész
- Katona Barnabás kick-box nagymester, 2x-es világ-, 4x-es Európa-bajnok
- Kovács Lotti színésznő
- Mikó István színművész
- Nagy Lóránt színművész
- Nagy Sándor színművész, énekes (Adagio)
- Nagy Zsolt színművész
- Nagyné Horváth Judit (1954–) festőművész
- Papp István nyelvész, egyetemi tanár, a nyelvtudományok doktora
- Pásztor István (Alvin), az Alvin és a mókusok együttes énekese, gitárosa
- Radó István filmújságíró, dramaturg, a magyar filmújságírás egyik úttörője
- Radó Sándor (1890–1972) pszichoanalitikus
- Ragány Misa színész, énekes
- Rápolthy Anna színésznő
- Sarusi Gyula a Microsoft marketingigazgatója
- Sarvay Elek jogász, országgyűlési képviselő (1939–1944)
- Sirály Ferenc orvos, tüdőgyógyász, az orvostudományok kandidátusa
- Szücs Krisztina színművésznő
- Vadász Lipót jogász, politikus
- Vass Teréz színésznő
- Várdai Pál esztergomi érsek
- Várday István Mátyás király bizalmasa
- Vecsei Géza villamosmérnök, Kossuth-díjas
- Victor Varconi némafilmszínész
- Zsindely Ferenc jogász, író, miniszter

## Testvérvárosai
Kisvárda az alábbi városokkal van testvérvárosi kapcsolatban:
- Románia, (Székelyföld), Kézdivásárhely
- Németország, Hildburghausen
- Izrael, Karmiel
- Szlovákia, (Felvidék), Királyhelmec
- Ukrajna, (Kárpátalja), Munkács
- Lengyelország, Strzyżów